# Брегаре
Брегаре (болг. Брегаре) — село в Болгарии. Находится в Плевенской области, входит в общину Долна-Митрополия. Население составляет 642 человека.
```

```

## Политическая ситуация
В местном кметстве Брегаре, в состав которого входит Брегаре, должность кмета (старосты) исполняет Сашо Николаев Стоянов (Национальное движение «Симеон Второй» (НДСВ)) по результатам выборов.
Кмет (мэр) общины Долна-Митрополия — Александр  Пенков Печеняков (Болгарская социалистическая партия (БСП)) по результатам выборов.